# Костенево (Кимрский район)
Костенево — деревня в Кимрском районе Тверской области. Входит в состав Центрального сельского поселения.

## География
Находится в юго-восточной части Тверской области на расстоянии приблизительно 8 км на северо-запад по прямой от районного центра города Кимры в левобережной части района.

## История
Известна была с 1628 года, владение патриарха Филарета. В 1780-х годах 24 двора, в 1806 — 12. В 1859 году здесь (деревня Корчевского уезда Тверской губернии) было учтено 11 дворов, в 1887 — 11.

## Население
Численность населения: 116 человек (1780-е годы), 86 (1806), 79 (1859), 227 (1887), 2 человека (русские 94 %) в 2002 году, 0 в 2010.